# Nad jazerom
Nad jazerom (wörtlich „Am See“) ist ein Stadtteil von Košice, im Okres Košice IV in der Ostslowakei südöstlich der Innenstadt.

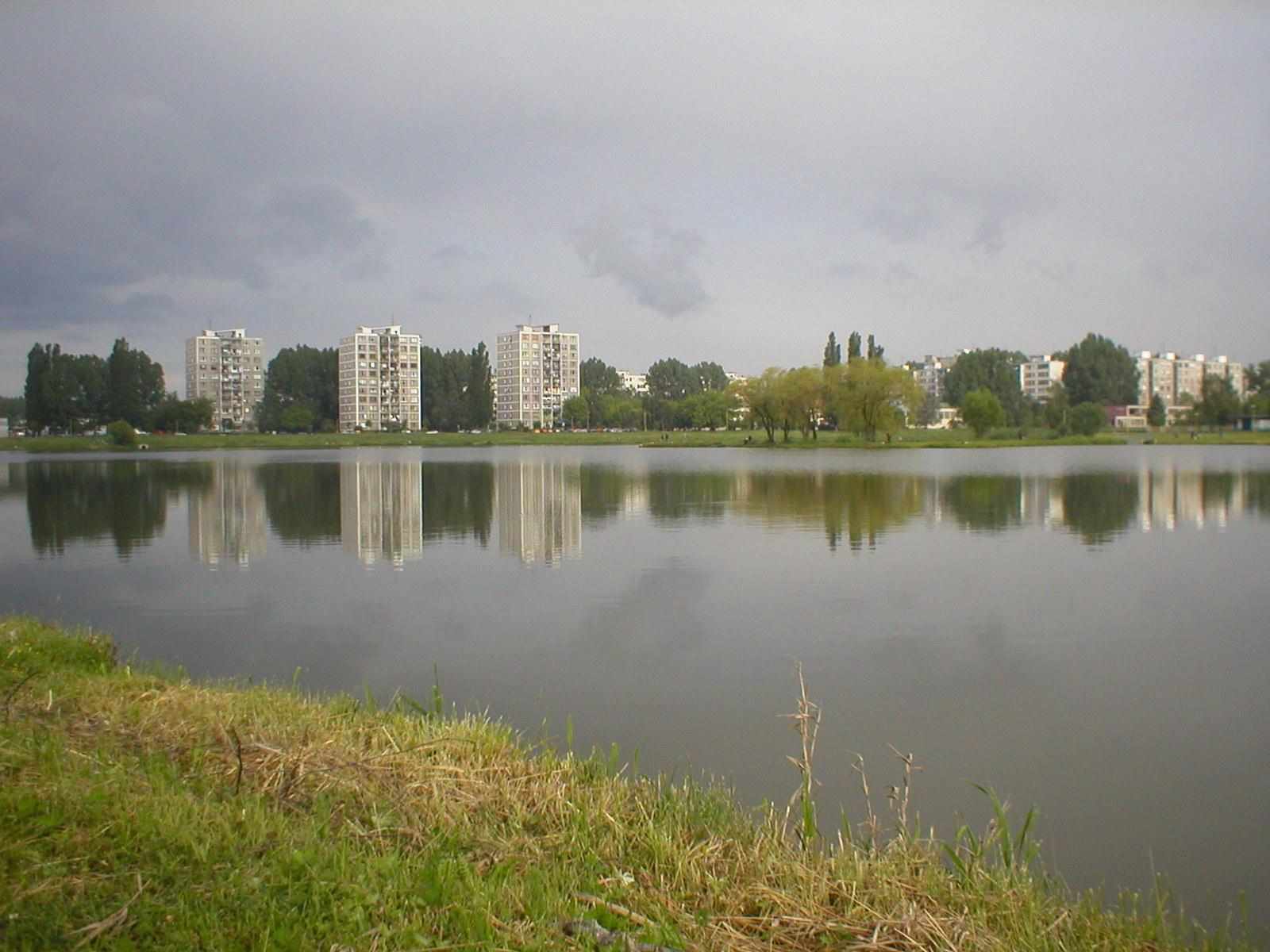
Blick auf die Siedlung am See

Die Siedlung wurde ab 1969 errichtet und ist seit 1990 ein offizieller Stadtteil von Košice.

## Bevölkerung
Nach der Volkszählung 2011 wohnten im Stadtteil Nad jazerom 25.702 Einwohner, davon 19.496 Slowaken, 647 Magyaren, 197 Russinen, 144 Tschechen, 127 Roma, 65 Ukrainer, jeweils 18 Deutsche und Polen, 17 Mährer, 13 Russen, fünf Bulgaren sowie jeweils ein Jude und Serbe. 44 Einwohner gaben eine andere Ethnie an und 4909 Einwohner machten keine Angabe zur Ethnie.
11.615 Einwohner bekannten sich zur römisch-katholischen Kirche, 1875 Einwohner zur griechisch-katholischen Kirche, 765 Einwohner zur Evangelischen Kirche A. B., 503 Einwohner zur reformierten Kirche, 366 Einwohner zur orthodoxen Kirche, 107 Einwohner zur apostolischen Kirche, 54 Einwohner zu den Zeugen Jehovas, 44 Einwohner zur evangelisch-methodistischen Kirche, 30 Einwohner zur jüdischen Gemeinde, 28 Einwohner zu den Siebenten-Tags-Adventisten, 22 Einwohner zu den christlichen Gemeinden, 18 Einwohner zu den Baptisten, jeweils 13 Einwohner zur Brüderbewegung und zur tschechoslowakischen hussitischen Kirche, vier Einwohner zu den Mormonen sowie jeweils zwei Einwohner zur Bahai-Religion und zur altkatholischen Kirche. 115 Einwohner bekannten sich zu einer anderen Konfession, 4191 Einwohner waren konfessionslos und bei 5935 Einwohnern wurde die Konfession nicht ermittelt.